# Lista de membros correspondentes da Academia Brasileira de Ciências empossados em 2009
Esta lista contém os nomes dos membros correspondentes da Academia Brasileira de Ciências empossados em 2009. 
| Imagem | Nome                  | Datas de nascimento e falecimento              | Local de nascimento | Área de especialização | Alma mater                    | Data de posse      | Conhecido por | Referências |
| ------ | --------------------- | ---------------------------------------------- | ------------------- | ---------------------- | ----------------------------- | ------------------ | --- | ----------- |
|        | Curtis Gove Callan Jr | 11 de outubro de 1942                          | North Adams, EUA    | Ciências Físicas       | en:Haverford College, EUA     | 05 de maio de 2009 | | [ 2 ]       |
|        | John Marius Opitz     | 15 de agosto de 1935                           | Hamburgo, Alemanha  | Ciências Biológicas    | U of U, EUA                   | 05 de maio de 2009 | Descreveu síndromes como Opitz G/BBB, Smith Lemli-Opitz, trigonocefalia C de Opitz, síndrome de Opitz-Kavaggia entre outras. Trabalhou com Oswaldo Frota-Pessoa, Newton Freire-Maia, Mayana Zatz e outros. | [ 3 ]       |
|        | Sen-itiroh Hakomori   | 13 de fevereiro de 1929 10 de novembro de 2020 | Sendai, Japão       | Ciências Biomédicas    | Universidade de Tohoku, Japão | 05 de maio de 2009 | Membro da Academia Nacional de Ciências dos Estados Unidos (2000) | [ 4 ] [ 5 ] |